# Juan Vázquez de Acuña y Bejarano
Para otros personajes de nombre similar, véase Juan de Acuña.
Juan Vázquez de Acuña y Bejarano (también conocido por Juan de Acuña y Bejarano) (Lima, 22 de febrero de 1658-Ciudad de México, 17 de marzo de 1734) fue un militar, político y noble limeño,  titulado I marqués de Casa Fuerte y XXXVII Virrey de Nueva España. Fue el segundo virrey criollo de la Nueva España después de Lope Díez de Aux y Armendáriz, nacido en Quito, que lo había sido casi un siglo antes.

## Biografía

### Primeros años
Nació en la ciudad de los Reyes (Lima), Virreinato del Perú,  el 22 de febrero de 1658, siendo hijo póstumo del general burgalés Juan Vázquez de Acuña y Astudillo (1592-1658), corregidor de Quito, gobernador de Huancavelica y presidente de la Real Audiencia de Lima, y de su tercera mujer Margarita Bejarano de Marquina, establecidos en Lima.
En  1676 fue enviado a Madrid para ser educado en la Corte bajo la tutela de su hermano, Íñigo de Acuña y Castro, I marqués de Escalona, mayordomo de la reina y caballero de la Orden de Alcántara. Ahí fue formado como militar y puesto al servicio del rey Carlos II de España. Destacó como notable militar dirigiendo compañías en diferentes batallas europeas, y tuvo un papel muy relevante en la Guerra de Sucesión Española. En 1708, como recompensa por los servicios prestados a la Corona, el rey Felipe V le otorgó el título de marqués de Casa Fuerte. Por su trayectoria profesional fue condecorado con las cruces de la Orden de Santiago y de la Orden de Alcántara, y ocupó el cargo de gobernador y capitán general en Mesina, Aragón (1715-1717) y Mallorca (1717-1722).

### Virrey y Capitán General de Nueva España
A sus sesenta y tres años, en 1722, fue nombrado virrey de Nueva España. Embarcó hacia su nuevo destino en Cádiz el 25 de junio de 1722 y tomó posesión del gobierno el 1.º de octubre de 1722. El 15 de octubre de 1722 su entrada coincidió con la aparición del primer periódico de la ciudad: la Gazeta de México, fundado por el sacerdote Juan Francisco Sahagún y Arévalo. Consiguió ganar la guerra contra los ingleses, expulsándolos de las costas de Nueva España y Honduras, donde se habían asentado libremente.
Reorganizó el gobierno y moralizó la administración y la hacienda. Fomentó obras públicas e hizo construir grandes edificios: finalizó la construcción de la Casa de Moneda de México y consiguió acuñar en un año ocho millones de pesos que se enviaron a España para cancelar las deudas de la guerra de sucesión; el edificio de la Aduana, el paseo de la Alameda y el de Iztacalco, y la entonces colegiata de Guadalupe, hoy basílica de Santa María de Guadalupe.
Se preocupó por el avance español en el norte, y comenzó la penetración española en Texas (1720-1721) fundando misiones con el fin de frenar el avance francés, para lo que colocó miles de familias de colonos en Nuevo México y Arizona. Reafirmó el poder español en Centroamérica apaciguando la sublevación del Nayarit en 1724 y conquistando Belice en 1733. Esta operación era crítica desde el punto de vista comercial porque esta ciudad servía de base a los piratas. La conquista quedó completada gracias a la intervención del gobernador del Yucatán, Antonio de Figueroa. Mejoró el comercio del virreino con la metrópoli y Asia a través fundamentalmente de China y Filipinas.
Renunció a su cargo de virrey tras sufrir una parálisis en el brazo derecho que le impedía firmar sus despachos, pero el rey le otorgó el privilegio de firmar con estampilla, siendo el único virrey con esta merced.
Su enfermedad siguió avanzando hasta fallecer finalmente el 17 de marzo de 1734 tras doce años de mandato. En su testamento, aparte de designar a su sobrino José Joaquín de Acuña y Figueroa heredero de parte de sus bienes y el marquesado, pidió ser enterrado en la iglesia franciscana de San Cosme, a cuya comunidad siempre ayudó el virrey y donde acostumbró diariamente a escuchar misa. Los padres franciscanos grabaron sobre su tumba el siguiente soneto:
Descansa aquí, no yace, aquel famoso
marqués en la guerra y en la paz esclarecido
que en lo mucho que fue lo merecido
no dejó quehacer a lo dichoso 
ninguno en la campaña más glorioso
ni en el gobierno tan aplaudido
menos quebrantado que sufrido 
vinculó en la fatiga su reposo.
Mayor que grande fue, pero la grandeza
a que pudo incitarle regio agrado
fue estudiado desdén de su entereza
Y es que retiró tanto su cuidado
de lo grande, que tuvo por alteza
quedar entre menores sepultado.
| Predecesor: Alberto Octavio T´Serclaes de Tilly | Capitán general de Aragón 1715 - 1717   | Sucesor: Feliciano de Bracamonte            |
| Predecesor: Juan Francisco de Bette             | Capitán general de Mallorca 1717 - 1722 | Sucesor: José Antonio de Chaves Ossorio     |
| Predecesor: Baltasar de Zúñiga y Guzmán         | Virrey de Nueva España 1722 - 1734      | Sucesor: Juan Antonio Vizarrón y Eguiarreta |